# Massimo Rocchi

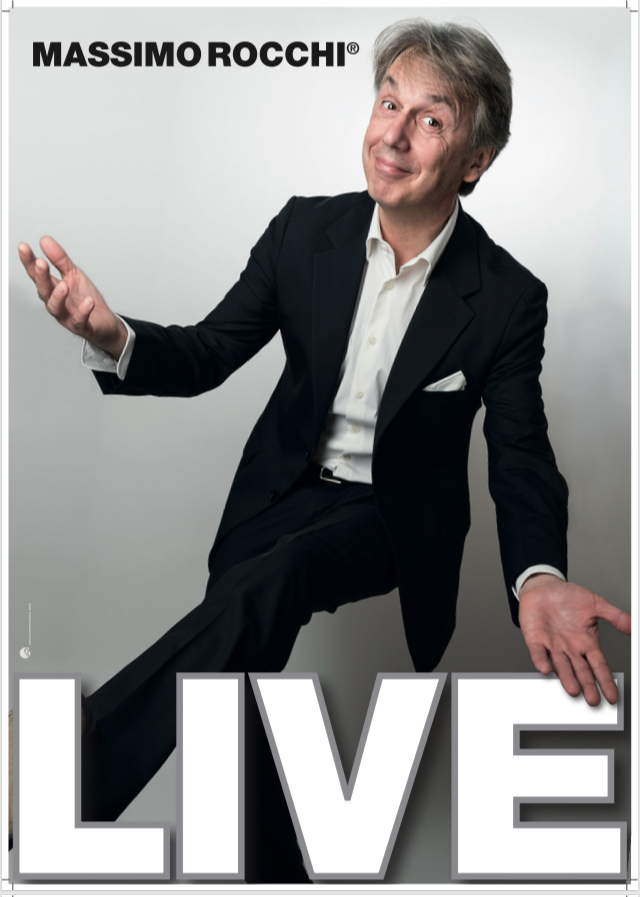
2019

Massimo Rocchi (Cesena, 11 marzo 1957) è un attore, comico e regista italiano naturalizzato svizzero.

## Biografia
Dopo la maturità classica al liceo Monti di Cesena (1976), Rocchi si iscrive alla facoltà di scienze teatrali all'università di Bologna. Nel 1978 studia mimo a Boulogne-Billancourt, in Francia, con Étienne Decroux. Nei successivi tre anni frequenta l'École Internationale Marcel Marceau dalla quale si diploma nel 1982. Nel 2011 l'Università di Friburgo gli conferisce una laurea honoris causa in filosofia.
Produce il suo primo spettacolo, Spiagge italiane; successivamente nel 1989 scrive con lo scultore bolognese Graziano Spinosi, Mamma mia, Facsimile e nel 1991 L'oracolo del deserto, alternando testo, movimento e danza; ogni spettacolo fu tradotto in francese e tedesco. Oggetto dei suoi spettacoli sono gli archetipi di differenti culture, nonché le peculiarità e le assurdità di varie lingue europee nelle loro traduzioni. In Svizzera prende parte alla Tournée del Circo Knie del 2003, anno in cui la famiglia circense festeggiava i suoi 200 anni, producendo nelle 4 lingue nazionali in tutta la Confederazione. Da oltre 30 anni Massimo gira per l'Italia, la Francia, la Germania, l'Austria e la Svizzera con i suoi pezzi di cabaret come Auä, Circo Massimo o Rocchipedia. Nel 2012 debutta nella regia di opere buffe con Lo Speziale di Joseph Heydn, mentre nel 2014 con Don Pasquale di Gaetano Donizetti, entrambe al Teatro d'Opera di Basilea. Dal 2012 alterna l'attività di autore e attore a quella di regista teatrale e di opera, in Svizzera che nel resto dell'Europa. Risiede a Basilea, Svizzera, di cui è cittadino..
Nel 2013 Massimo Rocchi è stato accusato di antisemitismo dal musicista David Klein. Durante la trasmissione televisiva svizzera Sternstunde Philosophie, il presentatore Juri Steiner domandò a Massimo Rocchi cosa ne pensasse del concetto di "Raggiungimento del piacere" presente nell'opera Il motto di spirito e la sua relazione con l'inconscio dello psicanalista ebreo Sigmund Freud. Rocchi rispose: "In Freud è sempre molto presente - mi si scuserà se dico ciò - il fatto che l'umorismo ebraico sia sempre collegato con lo scopo di guadagnare. Nell'umorismo ebraico i temi ricorrenti sono spesso l'essere ebrei, l'essere spiritosi e l'essere vicini a Dio". 

## Produzioni
- 1986 - Spiagge Italiane
- 1989 - Mamma Mia
- 1990 - Plages italiennes
- 1991 - Das Orakel in der Wüste
- 1993 - Massimo & Rocchi
- 1994 - äuä
- 1997 - je viens de partir
- 1999 - Adele!
- 2001 - Circo Massimo (Versione per la Germania e l'Austria)
- 2003 - jetzt oder Knie
- 2005 - Circo Massimo (Versione per la Svizzera)
- 2009 - rocCHipedia
- 2015 - EUä
- 2017 - 6zig
- 2018 - Staunen im Wintergarten Varieté, Berlin
- 2019 - "LIFE", Theater Fauteuil, Basel

## Regie
- 2012	"Lo Speziale"	Opera di Joseph Haydn. Opernhaus, Basilea, Svizzera
- 2013	"Boulevard"	Schauspielhaus, Basilea, Svizzera
- 2014	"Don Pasquale"	Opera di Gaetano Donizetti. Opernhaus, Basilea, Svizzera
- 2017	"Matterhorn Mojito" di e con Lorenz Keiser.
- 2017	"Der Abendgang des Unterlands" di e con Severin Gröbner

## Riconoscimenti
- 1988: Primo premio alla competizione Professione comico a Venezia
- 1990: Primo premio al Festival Européen d’Humour a Saint-Gervais, Francia
- 1991: Primo premio al Festival International a Cannes, Francia
- 1993: Primo premio alFestival du Théâtre Comique a Lione, Francia
- 1996: Salzburger Stier a Salisburgo, Austria
- 1997: Prix Walo a Zurigo, Svizzera
- 1998: Deutscher Kleinkunstpreis a Mainz, Germania
- 1998: Kleinkunstpreis Wilhelmshavener Knurrhahn a Wilhelmshaven, Germania
- 1999: Paul Haupt Preis a Berna, Svizzera
- 2005: SwissAward 2005, Kategorie Showbusiness a Zurigo, Svizzera
- 2007: Schweizer Kabarett-Preis Cornichon a Olten, Svizzera
- 2008: Premio Svizzero della Scena 2008 dell`Atp, Thun, Svizzera
- 2010: Premio Svizzero della Scena 2010 dell`Atp,  Thun, Svizzera
- 2011: Conferimento della laurea honoris causa da parte dell'Università di Friburgo, Svizzera, al Dr. h.c. Massimo Rocchi il 15.11.2011
- 2013: Premio cultura di AZ Medien, Baden, Svizzera